# Lernorientierung (Fremdsprachenunterricht)
In einem lernorientierten Fremdsprachenunterricht erhalten die Schüler Gelegenheiten und Hilfen zu einem eigenaktiven, selbstbestimmten Sprachlernen. Dabei werden fremdsprachliche Kenntnisse und Kompetenzen nicht (wie bis in die 1960er/70er Jahre) über unterrichtliche Instruktion (im Sinne einer Belehrenden Handlungsaufforderung) vermittelt, sondern von den Schülern selbst in der Interaktion mit der Lehrperson sowie den Mitschülern in einem eigenständigen Lernprozess erworben („konstruiert“). Informationen von Seiten der Lehrperson, des Lehrwerks und anderer Medien kommt dabei nur eine Mittlerrolle zu; maßgebliche Grundlage für Lernprozesse ist die Verknüpfung neuen sprachlichen Materials (Äußerungen, Texte) mit den eigenen Vorerfahrungen und Vorkenntnissen und die darauf beruhende Konstruktion neuer Form-Inhalt-Zusammenhänge (Abstraktionen) durch die Lernenden selbst.

## Radikaler und Interaktionistischer Konstruktivismus
Die Frage, wie Lebewesen – auch Schüler – Informationen wahrnehmen und strukturieren („lernen“), ist Gegenstand von Erkenntnistheorien. Nach der Theorie des Radikalen Konstruktivismus erhält das Gehirn über die Sinnesorgane keine direkten Informationen, sondern lediglich bedeutungsleere Signale, die es, unter Rückgriff auf vorangegangene Erfahrungen, in einem Prozess der Selbstorganisation oder Autopoiesis in eigene Wahrnehmungen und Strukturierungen „übersetzt“. Danach ist das, was wir wahrnehmen, kein Abbild der „Realität“, sondern ein „Konstrukt“ des jeweiligen Gehirns. Dieses Konstrukt muss sich dann allerdings im praktischen Leben (in der sozialen Gemeinschaft) bewähren (vgl. Soziale Norm); tut es dies nicht, muss die jeweilige Wahrnehmung entweder diskursiv (im Sinne von Habermas) geklärt oder stillschweigend revidiert werden (Prinzip von „Versuch und Irrtum“).
Nach der Theorie des Interaktionistischen Konstruktivismus, der vor allem von Kersten Reich vertreten wird, sind Erkenntnis- und Verstehensprozesse grundsätzlich – d. h. auch im Fremdsprachenunterricht – an die sozio-kulturellen Verschränkungen des Individuums und seine sozialen Interaktionen mit anderen (Lehrer, Mitschüler) gebunden. Diese Interaktionen liefern dann auch die notwendigen Rückmeldungen über die situative sowie, in einem weiteren Sinne, die sozio-kulturelle Angemessenheit seiner Strukturierungen („Konstrukte“).

## Lernorientierung: Handlungs- und prozessorientierte Unterrichtsverfahren
Methodisch lässt sich Lernorientierung im Fremdsprachenunterricht über handlungs- und prozessorientierte Unterrichtsverfahren konkretisieren. Während handlungsorientierte Aktivitäten das eigenaktive, engagierte Sprachhandeln der Schüler fördern, fördert die Prozessorientierung ihre mentalen Verarbeitungs- und Lernaktivitäten (Sprachverarbeitungs-, Sprachproduktions- und Sprachlernprozesse), wobei besonderes Gewicht auf die Entwicklung individueller Lernstrategien gelegt wird.

## Zum Zusammenhang von Lernen und Lehren
Ihrem Zweck entsprechend, sind Definitionen von Lehrpersonen, Wörterbüchern und Grammatiken immer auf Eindeutigkeit aus. Ihre scharfen Kategorisierungen reduzieren jedoch die in ihren Ein- und Abgrenzungen immer unscharfen („fuzzy“) konkreten Erfahrungen (z. B. im Englischen der Tempusgebrauch in der indirekten Rede oder der Gebrauch von Present Perfect, Simple Past und ing-Form) in einer Weise, die sie zwar für Lern-, Lehr- und Nachschlagezwecke sehr geeignet erscheinen lässt, den Lernenden jedoch nie das für den Sprachgebrauch so wichtige Gefühl für die breite und häufig diffuse Palette von Bedeutungen („Sprachgefühl“) vermitteln kann. Deshalb müssen die Schüler Bedeutungen in einer Vielzahl authentischer, sie direkt berührender Situationen Bedeutungen konkret handelnd selbst „erfahren“. (Statt von „Lernorientierung“ könnte man deshalb auch von „Erfahrungsorientierung“ sprechen; dieser Begriff ist allerdings etwas anders belegt.)
Aufgabe der Unterrichtenden ist es also, den Schülern beim Lernen zu helfen, d. h. ihnen eine motivierende Lernumgebung sowie vielfältige sprachliche Erfahrungsmöglichkeiten in vielfältigen Handlungssituationen anzubieten; darüber hinaus können sie den Schülern dabei helfen, sprachliche Formen und Regularitäten im Rahmen dieser Kontexte selbst zu verstehen (vgl. Bewusstmachung (Fremdsprachenunterricht)) sowie – nach einer ausreichenden „Inkubationszeit“ – mit zunehmender Sicherheit und Geläufigkeit selbst zu gebrauchen.

## Methodische Prinzipien der Lernorientierung
(1) Interaktion mit Handlungspartnern
Nur in der (sprachlichen und nicht-sprachlichen) Interaktion mit Handlungspartnern können die Lernenden Bedeutungs- bzw. Begriffszuweisungen, Strukturierungen und Differenzierungen „aushandeln“, und nur hier eröffnet sich ihnen auch die Möglichkeit, neu gelernte Konzepte auf ihre soziale Gültigkeit hin praktisch zu erproben und nicht funktionsfähige Konstrukte zu korrigieren (vgl. auch Handlungsorientierung (Fremdsprachenunterricht)).
(2) Förderung bedeutsamen, inhaltsorientierten Lernens
Besonders geeignet sind unterrichtliche Kommunikationssituationen (Themen und Inhalte), die
- sich an den persönlichen Erfahrungen und Interessen der Schüler orientieren und sie so motivieren, sich mit ihnen gedanklich und damit auch sprachlich auseinanderzusetzen,
- sprachlich in ihrer Reichweite liegen, dabei aber ein reichhaltiges, nicht erkennbar vorstrukturiertes Sprachangebot machen,
- Intellekt, Gefühl und Sinne gleichermaßen ansprechen (vgl. Ganzheitlichkeit (Fremdsprachenunterricht))
- und ohne Zeit- und Leistungsdruck Freiräume zum handelnden Umgang bieten.

Hierfür bieten sich Gespräche und schriftliche Äußerungen über aktuelle Themen des Tagesgeschehens, Filmausschnitte, Kurzfilme, Werbespots, Videoclips, Songs usw., kreatives Schreiben sowie Simulationen und Projekte  an, also Aktivitäten, bei denen Inhalte verhandelt, Probleme aufgeworfen und Lösungsmöglichkeiten diskutiert werden. (Vgl. auch Handlungsorientierung (Fremdsprachenunterricht)).
(3) Förderung weitgehend selbstbestimmten Lernens (Lernerautonomie)
Da Sprachlernen die sprachliche und nicht-sprachliche Interaktion mit Handlungspartnern voraussetzt (vgl. Punkt 1), ist im Fremdsprachenunterricht völlige methodische Autonomie gar nicht möglich. Dennoch müssen die Schüler so oft wie möglich die Gelegenheit zu weitgehend „offenen“ Kommunikationsprozessen, zur Selbsterkundung und zur Selbstorganisation von Lernprozessen bekommen. Dabei stellen gezieltes Training bestimmter Lernstrategien sowie Impulse für ihre Umsetzung eine zentrale Komponente eines autonomiefördernden Unterrichts dar (vgl. Punkt 4).
(4) Förderung der Entwicklung individueller Lernstrategien
Empirische Forschungen belegen, dass erfolgreiche Fremdsprachenlerner bei der Sprachverarbeitung sowie bei der Organisation ihres Lernumfeldes zumindest teilweise spezifische Lernstrategien entwickeln und gezielt einsetzen können. Für das Erlernen und Anwenden dieser Lernstrategien benötigen die Schüler implizite und explizite Hilfen von Lehrerseite insbesondere im Rahmen prozessorientierter, auf die Reflexion ihrer Strategien gerichteter Trainingsphasen.

## Methodische Umsetzung

### Projektunterricht, Simulation, szenisches Spiel
und andere Formen eines handlungs- und prozessorientierten Unterrichts (vgl. Projektunterricht, Simulation, szenisches Spiel).

### Lernen durch Lehren
Lernen durch Lehren (LdL): Seit 1980 hat sich in allen Schultypen und allen Fächern, vor allem aber im Fremdsprachenunterricht die Methode Lernen durch Lehren etabliert, die eine Vertiefung und Intensivierung des Lernprozesses durch die Übernahme von Lehrfunktionen durch Schüler anstrebt. In LdL finden die oben genannten Aspekte einer lernorientierten Didaktik konsequente Anwendung:
- Interaktion mit Handlungspartnern
- Bedeutsames, inhaltsorientiertes Lernen
- Weitgehend selbstbestimmtes Lernen
- Entwicklung individueller Lernstrategien